# 大阪市立難波元町小学校
大阪市立難波元町小学校（おおさかしりつ なんばもとまち しょうがっこう）は、大阪市浪速区にある公立小学校。在校生や卒業生からは「難元」（なんもと）の略称で親しまれている。

## 概要
難波の南の一角、元町（難波元町）に立地している。都心部に位置する学校のため、小規模校となっている。算数科での少人数指導、国際理解教育、コンピュータを活用した学習、一輪車の指導などに力を入れている。なおコンピュータ活用学習は、開校直後の1980年代から取り組んでいて、大阪市の学校の中では最も早い時期から取り組みを進めている学校の一つでもある。
従来の大阪市立難波小学校・大阪市立元町小学校の2校が、都心部のドーナツ化現象による児童数減少により統合し、1985年に同校が開校した。学校敷地は、旧大阪市立元町小学校のものを転用している。大阪市での市立小学校の統合は、学制改革による新制小学校発足以降では難波元町小学校が初めてのケースとなった。

## 沿革
本項では難波元町小学校に加えて、前身校の沿革についてもまとめて扱う。
難波元町小学校は、大阪市立難波小学校（1874年11月15日創立）・大阪市立元町小学校（1906年4月12日創立）の2校を直接的な母体にしている。

### 難波小学校の創立
明治時代初期に学制が発布されたことに伴い、西成郡難波村に1874年、第三学区第六大区第一小区第六番小学校（西成郡第一区六番小学校）が創立した。この時に発足した第六番難波小学校が、のちの難波小学校にあたる。
難波小学校は開校当初は、難波村大字難波144番地（現在の浪速区元町2丁目）・月江院を使用していた。1886年には難波村大字難波字東浦手653番地（現在の浪速区難波中3丁目）に校舎を移転し、西成郡難波尋常高等小学校と称した。閉校まで同じ場所に校舎があった。
1890年1月19日には、村の西部を分離する形で、西成郡西側簡易小学校（のち難波第二尋常小学校、現在の大阪市立立葉小学校）が開校している。また1891年には、村の東側を分離する形で西成郡難波第三尋常小学校（のちの大阪市河原国民学校）が開校している。難波第三（河原）小学校は1891年12月13日に難波尋常小学校川東分校として難波村東区役場を使用して開校し、1893年に正式に独立している。
1887年には難波小学校内に付設保育科（幼稚園）が併設された。難波幼稚園は1903年、瑞龍寺（通称：鉄眼寺）の一角を購入して独立園舎を構え、元町幼稚園となった。元町幼稚園は太平洋戦争の戦局悪化により1945年4月に休園し、そのまま廃止となっている。

### 元町小学校の創立
難波小学校は1893年、難波第一尋常高等小学校に改称している。その後1897年には難波村が大阪市南区に編入された。
1906年4月12日、大阪市難波第四尋常小学校（のちの大阪市立元町小学校）が開校した。難波第四（元町）小学校は難波第一（難波）小学校より分離する形で開校している。当初は難波小学校内に仮校舎を設置していたが、1906年10月に瑞龍寺の一角や国の敷地をあわせる形で、元町幼稚園に併設する形で独立校舎を設置して移転した。独立校舎は閉校まで同じ場所にあり、現在の大阪市立難波元町小学校の敷地でもある。

### 難波地区での小学校の拡充
難波村は1897年の大阪市編入後南区に属し、1925年には分区により浪速区に属した。旧難波村の区域では地域人口の増加とそれに伴う就学児童数の増加により、次々と小学校を増設・拡充することになった。
1907年には難波第一小学校から分離する形で、大阪市難波第五尋常小学校（現在の大阪市立塩草立葉小学校）が開校している。
1908年には難波第六小学校（のち大阪市稲荷国民学校）が、高等科単独の学校として稲荷町（現在の浪速区稲荷1丁目・市営住宅の場所）に設置された。難波第六（稲荷）小学校は開設当初は高等科単独の学校だったが、直後に尋常科単独へと改編されている。難波第六校の高等科児童は、1909年に難波第一校の高等科へと編入した。
また1908年5月14日には、難波第一尋常高等小学校より大阪市難波第七尋常小学校（のち大阪市桜川国民学校。現在の浪速区桜川3丁目、UR都市機構住宅）を分離している。
1921年には難波地区の小学校で、創立番号順の校名をやめ、学校所在地の地名に基づく名称へと変更することにした。各学校の名称は「難波＋（学校所在地の地名）」の形になった。難波第一（難波）小学校は難波新川尋常高等小学校、難波第四（元町）小学校は難波元町尋常小学校へと改称している。また難波第二は難波立葉、難波第三は難波河原、難波第五は難波塩草、難波第六は難波稲荷、難波第七は難波桜川へと、それぞれ改称している。
1922年9月3日には難波新川小学校の高等科を分離し、高等科単独の難波高等小学校を設置した。難波高等小学校は現在の浪速区塩草一丁目にあった。

### 国民学校
1941年には国民学校令が出され、従来の尋常小学校・高等小学校は国民学校へと改編された。この際に難波地区の各校では、校名に付いていた「難波」の冠称は廃止され、「難波○○尋常小学校」から「○○国民学校」へと改称した。難波元町尋常小学校は元町国民学校へと改編された。一方で難波新川尋常小学校は、所在地の当時の地名・新川町から取った新川ではなく、難波国民学校の名称を採用した。
大阪市では1944年秋以降、全市の国民学校を対象に学童集団疎開が実施された。疎開先は当時の22行政区各区ごとに指定され、浪速区の学校には滋賀県への疎開が割り当てられた。
難波国民学校児童は滋賀県栗太郡老上村（現在の草津市）へ集団疎開を実施した。また元町国民学校児童は滋賀県野洲郡野洲町・祇王村（現在の野洲市）、守山町（現在の守山市）へと集団疎開をおこなっている。

### 戦災の影響
浪速区は太平洋戦争で甚大な空襲被害を受けた。難波国民学校は1945年3月13日の第一次大阪大空襲で半焼し、また元町国民学校は1945年6月15日の第四次大阪大空襲で半焼している。校区も甚大な被害を受けている。
1945年の終戦直後、地域の人口は戦前（1944年2月）と比較して約95%減少した。
戦災の影響で、区内では終戦直後に小学校の大幅な統廃合がおこなわれた。1946年4月1日付で難波国民学校・塩草国民学校・稲荷国民学校の3校が休校し、元町国民学校へ統合している。

### 学制改革と復興
1947年の学制改革により、元町国民学校は大阪市立元町小学校となった。
その後地域の復興により児童数が増加したため、1952年に旧塩草国民学校敷地に塩草分校を設置した。さらに2年後の1954年には塩草分校が独立し、塩草小学校として再開校している。
また稲荷国民学校については再開はならず、その後正式に廃校となっている。稲荷国民学校跡は市営住宅になっている。
難波小学校の校舎は休校中、東洋紙業の工場に転用された。大阪市は1946年、将来の払い下げを前提に同社に敷地を貸与した。一方で地域の復興で地域住民が増加し、それに伴って就学児童数も増加したことで元町小学校の設備が狭隘となり、学校再開要望が高まった。そのため難波小学校の学校敷地返還を求める要望が地域から出た。
1953年8月、旧難波小学校敷地に元町小学校難波分校を設置することを決定した。しかし東洋紙業はすぐに立ち退けず、一部教室のみを明け渡す形で、1954年6月15日に3年生・4年生合わせて5学級の分校・大阪市立元町小学校難波分校として再開した。その後1956年4月1日付で大阪市立難波小学校として復興している。
難波小学校復興の際、戦前の難波小学校校区だった浪速区元町4丁目・5丁目および東神田町（現在の元町2丁目・3丁目）については、国道26号の横断の交通面を考慮して元町小学校校区へ残る形となった。
難波小学校再開後も、東洋紙業はしばらく難波小学校敷地に同居していた。東洋紙業は1962年までに敷地を完全返還し、戦災の影響で廃校（立葉小学校に統合）になった、旧芦原国民学校跡の払い下げを受けて移転している。

### 難波元町小学校の発足
その後都心のドーナツ化により、児童の減少傾向が目立つようになった。そのため難波・元町2小学校の統合が具体化した。1984年に統合が正式決定した。統合校の校名は大阪市立難波元町小学校とすることが、1984年5月に正式決定した。制服などの検討が加えられたのち、1985年4月1日付で大阪市立難波元町小学校が開校した。難波元町小学校敷地は、旧元町小学校のものを転用した。
旧難波小学校跡地は、1986年8月から1988年3月まで大阪市立南高等学校の校舎建て替え工事に伴う仮校舎として利用された。その後大阪市立浪速スポーツセンターが建設されている。

### 年表
- 1874年11月15日 - 第三学区第六大区第一小区第六番小学校（西成郡第一区六番小学校）として創立（のちの難波小学校）。
- 1879年 - 西成郡難波小学校と称する。
- 1886年3月 - 校舎を新築・移転。高等科を併設。
- 1890年1月19日 - 西成郡西側簡易小学校（現在の大阪市立立葉小学校）が開校（難波小学校より分離）。
- 1891年12月13日 - 西成郡難波第三尋常小学校（河原国民学校、廃校）が開校（難波小学校より分離）。
- 1893年 - 西成郡難波第一尋常高等小学校と改称。
- 1897年 - 大阪市への編入に伴い、大阪市難波第一尋常高等小学校と改称。
- 1901年4月12日 - 大阪市難波第四尋常小学校（のちの大阪市立元町小学校）が開校。。
- 1907年 - 大阪市難波第五尋常小学校（現在の大阪市立塩草立葉小学校）を分離（難波小学校より分離）。
- 1908年5月14日 - 大阪市難波第七尋常小学校（桜川国民学校、廃校）を分離（難波小学校より分離）。
- 1908年5月15日 - 大阪市難波第六小学校（のちに稲荷国民学校）が創立。
- 1921年 - 大阪市難波新川尋常高等小学校、大阪市難波元町尋常小学校と改称。
- 1922年9月3日 - 難波高等小学校を設置。難波新川校の高等科を移管し、大阪市難波新川尋常小学校と改称。
- 1941年 - 国民学校令により、大阪市難波国民学校・大阪市元町国民学校に改称。
- 1944年 - 滋賀県へ集団疎開。
- 1946年4月1日 - 戦災により難波・稲荷・塩草の3校が休校し、元町国民学校に統合。
- 1947年4月1日 - 学制改革により、大阪市立元町小学校に改称。
- 1952年 - 旧塩草国民学校敷地に、大阪市立元町小学校塩草分校を設置。
- 1954年4月1日 - 塩草分校が独立し、大阪市立塩草小学校が再開校。
- 1954年6月15日 - 難波小学校、大阪市立元町小学校難波分校として再開。
- 1956年4月1日 - 難波分校が独立し、大阪市立難波小学校が再開校。
- 1984年3月31日 - 従来の難波・元町2小学校の統合が決定。
- 1984年5月31日 - 統合校の校名を「大阪市立難波元町小学校」とすることが決まる。
- 1984年12月5日 - 難波元町小学校の児童標準服・標準帽・校章が決定。
- 1985年3月31日 - 大阪市立難波小学校・大阪市立元町小学校が閉校。
- 1985年4月1日 - 大阪市立難波元町小学校として、現在地に開校。
- 1986年5月 - コンピュータを導入した授業を開始。
- 1993年1月 - 全日本交通安全協会から、交通安全優良校として表彰を受ける。
- 1996年10月 - 大阪市教育委員会から体育科の研究校に指定され、研究発表を実施。
- 2000年11月 - 算数科全国大会の会場校に指定され、研究授業を実施。

## 通学区域
- 大阪市浪速区 元町、難波中1丁目（全域）・2丁目（一部）・3丁目（大半地域）、湊町（関西本線の東側地域）、敷津西1丁目（一部）

卒業生は基本的に大阪市立木津中学校へ進学する。

## 交通
- Osaka Metro四つ橋線 難波駅 32番出口すぐ。
- 関西本線（大和路線） JR難波駅 北西へ約400m。
- 南海本線 難波駅 北東へ約500m。
- 近鉄難波線・阪神なんば線 大阪難波駅 南西へ約400m。